# Ближний (остров, Красноярский край)
Бли́жний — остров архипелага Северная Земля. Административно относится к Таймырскому Долгано-Ненецкому району Красноярского края.
Расположен в центральной части архипелага в 300 метрах к северу от мыса Фигурного в северной части острова Октябрьской Революции. Имеет чуть вытянутую форму длиной 1,8 и шириной до 1,3 км. Берега пологие. В центральной части острова находится небольшая скала высотой 47 метров. Рек и озёр на острове нет.
Вместе с лежащим напротив него в двух километрах к востоку островом Косистым образуют небольшой залив — бухту Островную. В 500 метрах к северо-востоку от Ближнего лежит небольшой остров Средний.